# Арндт, Эрнст Мориц
Эрнст Мориц Арндт (нем. Ernst Moritz Arndt; 26 декабря 1769, Грос-Шориц, Шведская Померания — 29 января 1860, Бонн) — немецкий писатель, поэт и депутат Франкфуртского национального собрания. Почётный гражданин Кёльна (1859).

## Биография
Дед Арндта был крепостным, но дал возможность меньшему сыну своему Людвигу-Николаю получить хорошее образование. Этот последний получил вольную от князя Мальте-Путбуса и позднее добился благосостояния и уважения в качестве управляющего и фермера.
Получив предварительную подготовку в родительском доме, Арндт поступил во второй класс Штральзундской гимназии в 1787 году. Но в 1789 году он покинул гимназию; после 1791 года изучал богословие в Грейфсвальде (1791—93) и Йене. Совершив пешком путешествие по Германии, он с 1796 года занимал место учителя у Козегартена в Альтенкирхене. Арндт отказался, однако, от богословия, желая посвятить себя исключительно изучению истории и литературы. Весною 1798 года он отправился в Австрию, прожил 4 месяца в Вене, посетил Венгрию, перешел через Альпы, провел лето в Париже и вернулся домой через Германию в 1799 году. Наблюдения, сделанные им во время путешествий, он издал в большом 4-томном труде.
В 1800 года он поступил в Грейфсвальдский университет приват-доцентом по филологии и истории. Лекции его по истории касались, главным образом, государственного устройства и общественной жизни разных стран. Он занимался также разъяснением произведений греческих поэтов. В 1806 году он сделался экстраординарным профессором. Свободолюбивое чувство, которым было проникнуто его работа о крепостном праве, которое он бичевал как несправедливость в нравственном отношении и как извращение здравых политических понятий, навлекли на него донос шведскому королю Густаву IV Адольф со стороны дворян-землевладельцев. Выслушав ответ Арндта, король сказал: «Если все это так, то человек этот прав», и в 1806 году отменил крепостное право в Шведской Померании.
Кипучая натура, требовавшая деятельности, а также и тревожные события того времени не позволяли Арндту спокойно заниматься профессурой. В 1803—1804 годах он жил в Швеции. После разгрома Наполеоном Пруссии в 1806 году из поклонника наполеоновского гения, каким был ранее, Арндт превратился в защитника независимости германского народа и в пламенных стихах и речах призывал его на борьбу с Францией. От наполеоновских преследований ему пришлось бежать в Швецию. Пробыв там некоторое время на государственной службе, он тайно вернулся в Берлин, совершив довольно опасное путешествие.
В 1810 году, после заключения Францией мира с Швецией, Арндт снова занял профессорскую кафедру в Грейфсвальде, но уже в 1812 году отправился в Петербург, вступив предварительно в союз с немецкими патриотами в Берлине и Бреслау. В Петербурге барон Штейн призвал его с целью воспользоваться его литературным сотрудничеством для организации борьбы против Наполеона. Когда Наполеон вынужден был отступить, Арндт вместе с Штейном поспешил вернуться в Германию, где воодушевлял свой народ к борьбе с Наполеоном в стихотворениях, полных энтузиазма, и в летучих листках. Вместе с немецкими войсками Арндт прибыл во Франкфурт-на-Майне, где имел многочисленные занятия в течение всей зимы. Летом 1814 года он прошел по прирейнским областям и следующую зиму провел уже в Берлине. Гарденберг привлек его на государственную службу, но война, вновь начавшаяся весною 1815 года, снова заставила его бросить службу и ехать опять на Рейн, в Кёльн, где он издавал газету «Der Wächter».
С 1817 года он жил в Бонне, намереваясь занять кафедру истории в основывавшемся там университете. В том же году Арндт женился на сестре богослова Шлейермахера. Вскоре он был, однако, вытеснен из университета. Начались гонения против талантливых людей и обвинения их в демагогических происках. Гонения эти особенно усилились после того, как студент Занд убил Коцебу.
В 1840 году Арндт со вступлением на престол Фридриха-Вильгельма IV получил возможность продолжать свои лекции. Шумно и восторженно приветствовали профессора-поэта и патриота. Вскоре он был выбран ректором Боннского университета, а в апреле 1848 года он был избран депутатом в Франкфуртское национальное собрание. Когда же Фридрих-Вильгельм IV не принял от депутации, в которой находился и Арндт, короны императора единой Германии, Арндт сложил с себя звание депутата.
С 1813 до 1855 года Арндтом было написано множество сочинений, крупных и мелких. Сверх того, он находил время писать стихи и переводить иностранные поэтические произведения.
Деятельность Арндта оценивается по-разному: ведь он был не только германским патриотом, но и националистом, и антисемитом и антиславянином
Имя Арндта носит университет Грайфсвальда.

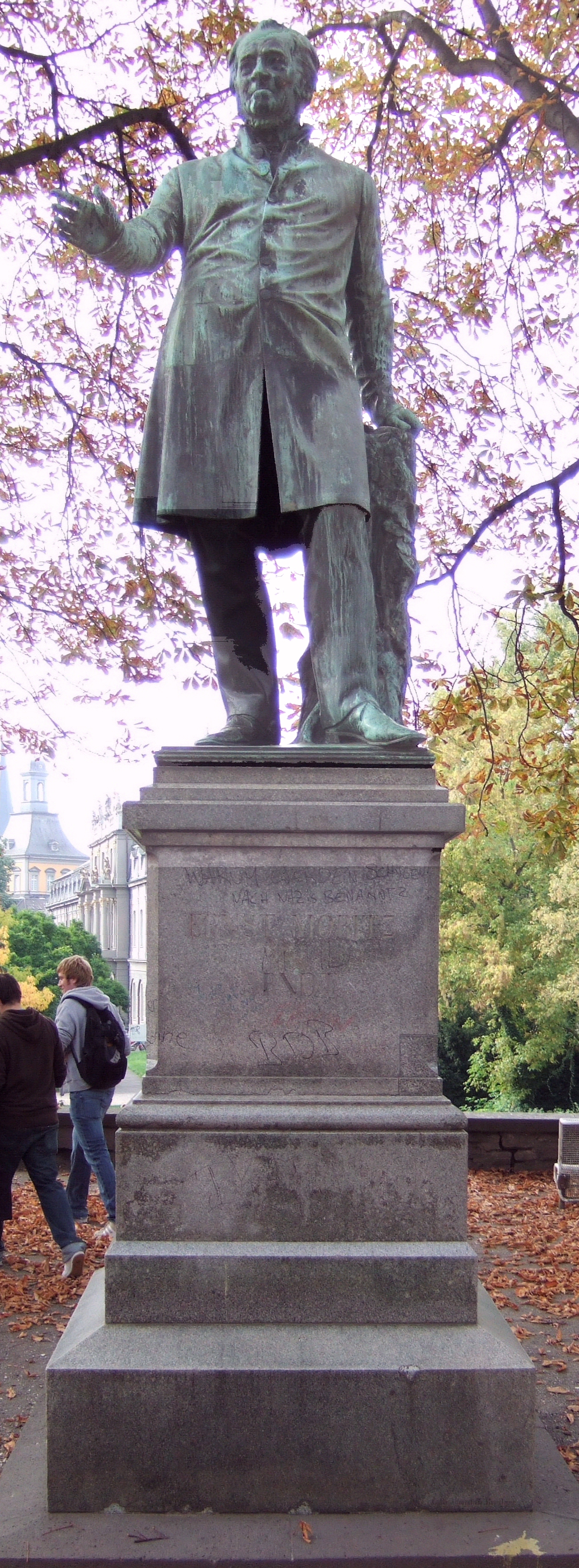
Памятник Арндту в Бонне. Скульптор Бергнард Афингер

## Труды

### Лирика, проза и драматические произведения
- Der Storch und seine Familie. Eine Tragödie in 3 Aufzügen, nebst einer Zugabe. Selbstverlag, Greifswald, 1804
- Lieder für Deutsche. 1813
- Kriegs- und Wehrlieder. 1815
- Gedichte. 1818
- Mährchen und Jugenderinnerungen. Erster Theil. 1818
- Mährchen und Jugenderinnerungen. Zweiter Theil. 1843
- Geistliche Lieder. 1855
- Gedichte. Vollständige Sammlung mit den Handschriften des Dichters aus seinem 90. Jahr. Weidmann, Berlin, 1860

### Политические и исторические труды
- Versuch einer Geschichte der Leibeigenschaft in Pommern und Rügen. 1803
- Geist der Zeit 1. 1806
- Geist der Zeit 2. 1809
- Der Rhein, Teutschlands Strom, nicht aber Teutschlands Grenze. 1813
- Über Volkshass und über den Gebrauch einer fremden Sprache. 1813
- Über das Verhältnis Englands und Frankreichs zu Europa. 1813
- Das preußische Volk und Heer 1813
- Die Glocke der Stunde in drei Zügen. 1813
- Geist der Zeit 3. 1814
- Noch ein Wort über die Franzosen und über uns. 1814
- Ansichten und Aussichten der Teutschen Geschichte. 1814
- Geist der Zeit 4. 1818
- Ein Wort über die Pflegung und Erhaltung der Forsten und der Bauern im Sinne einer höheren d. h. menschlichen Gesetzgebung. Königliches Taubstummen-Institut, Schleswig, 1820
- Schwedische Geschichten unter Gustav dem dritten: Vorzüglich aber unter Gustav dem vierten Adolf. Weidmann, Leipzig, 1839
- Noch eine kleine Ausgießung in die Sündfluth. Decker, Berlin, 1848
- Geist der Zeit 5. 1854
- Mahnruf an alle deutschen Gauen in betreff der schleswig holsteinischen Sache. 1854
- Pro Populo germanico. 1854

### Автобиография и письма
- Reisen durch einen Teil Deutschlands, Ungarns, Italiens und Frankreichs in den Jahren 1798 und 1799. 1804
- Reise durch Schweden im Jahre 1804. 1806
- Briefe an Freunde. 1810
- Erinnerungen aus Schweden. Eine Weihnachtsgabe. Realschulbuchhandlung, Berlin, 1818
- Erinnerungen aus dem äußeren Leben. 1840
- Notgedrungener Bericht aus meinem Leben. 1847
- Blätter der Erinnerung, meistens um und aus der Paulskirche in Frankfurt. 1849
- Blütenlese aus Altem und Neuem. 1857
- Meine Wanderungen und Wandlungen mit dem Reichsfreiherrn Heinrich Carl Friedrich vom Stein. Weidmann, Berlin, 1858

## Стихи
- Der Gott, der Eisen wachsen ließ[8]
- Klage um den kleinen Jakob[9]
- Sind wir vereint zur guten Stunde[10]
- Was ist des Deutschen Vaterland?[11]
- Zu den Waffen, zu den Waffen (Schlachtgesang)[12]